# Liste der Nummer-eins-Hits in Österreich (1966)
Dies ist die Liste der Nummer-eins-Hits in Österreich im Jahr 1966. Sie basiert auf den monatlichen österreichischen Singlecharts. Veröffentlichungsdatum ist jeweils der 15. eines jeden Monats. Angegeben sind die Spitzenreiter der Top-10-Charts des jeweiligen Monats.

## Singles
| ← 1965 ← | Liste der Nummer-eins-Hits in Österreich | Liste der Nummer-eins-Hits in Österreich | Liste der Nummer-eins-Hits in Österreich                                                   | 1967 → |
| \| Zeitraum \| Wo. ges. \| Interpret \| Titel Autor(en) \| Zusätzliche Informationen \| \| (Zeitraum, Wochen auf Platz eins, Interpret, Titel, Autor[en], zusätzliche Informationen) \| \| \| \| \| \| ----------------------------------------------------------------------------------------- \| -------- \| ------------------------------ \| ------------------------------------------------------------------------------------------ \| --------------------------------------------------------------------------------------------------------------------------------------------- \| \| 15. Dezember 1965 – 14. Januar 1966 4 Wochen \| 4 \| Shawn Elliott \| Shame and Scandal in the Family Fitzroy Alexander, Lancelot Pinard \| – \| \| 15. Januar 1966 – 14. Februar 1966 5 Wochen \| 5 \| Drafi Deutscher and His Magics \| Marmor, Stein und Eisen bricht Musik: Christian Bruhn, Drafi Deutscher; Text: Günter Loose \| Dreimal schaffte es Drafi Deutscher mit unterschiedlichen Namen und Partnern auf Platz eins in Österreich und weitere sechsmal in die Top 10. \| \| 15. Februar 1966 – 14. März 1966 4 Wochen \| 4 \| Chris Andrews \| Yesterday Man Chris Andrews \| – \| \| 15. März 1966 – 14. April 1966 4 Wochen \| 4 \| Roy Black \| Ganz in Weiß Musik: Rolf Arland; Text: Kurt Hertha \| – \| \| 15. April 1966 – 14. Mai 1966 4 Wochen \| 4 \| Beach Boys \| Barbara Ann Fred Fassert \| – \| \| 15. Mai 1966 – 14. Juli 1966 9 Wochen \| 9 \| Nancy Sinatra \| These Boots Are Made for Walkin’ Lee Hazlewood \| – \| \| 15. Juli 1966 – 14. August 1966 5 Wochen \| 5 \| Beach Boys \| Sloop John B Bearbeiter: Brian Wilson \| Für die Beach Boys ist es bereits der zweite Nummer-eins-Hit in den österreichischen Charts sowohl im Jahre 1966 als auch insgesamt. \| \| 15. August 1966 – 14. November 1966 13 Wochen \| 13 \| Frank Sinatra \| Strangers in the Night Musik: Bert Kaempfert; Text: Charles Singleton, Eddie Snyder \| – \| \| 15. November 1966 – 14. Dezember 1966 4 Wochen \| 4 \| The Beatles \| Yellow Submarine John Lennon, Paul McCartney \| – \| \| 15. Dezember 1966 – 14. Februar 1967 9 Wochen \| 9 \| Maurice Jarre \| Schiwago-Melodie (Lara’s Theme) Maurice Jarre \| – \| |                                          |                                          |                                                                                            | |
| ← 1965 |                                          |                                          |                                                                                            | → 1967 → |
| Zeitraum | Wo. ges.                                 | Interpret                                | Titel Autor(en)                                                                            | Zusätzliche Informationen |
| (Zeitraum, Wochen auf Platz eins, Interpret, Titel, Autor[en], zusätzliche Informationen) |                                          |                                          |                                                                                            | |
| 15. Dezember 1965 – 14. Januar 1966 4 Wochen | 4                                        | Shawn Elliott                            | Shame and Scandal in the Family Fitzroy Alexander, Lancelot Pinard                         | – |
| 15. Januar 1966 – 14. Februar 1966 5 Wochen | 5                                        | Drafi Deutscher and His Magics           | Marmor, Stein und Eisen bricht Musik: Christian Bruhn, Drafi Deutscher; Text: Günter Loose | Dreimal schaffte es Drafi Deutscher mit unterschiedlichen Namen und Partnern auf Platz eins in Österreich und weitere sechsmal in die Top 10. |
| 15. Februar 1966 – 14. März 1966 4 Wochen | 4                                        | Chris Andrews                            | Yesterday Man Chris Andrews                                                                | – |
| 15. März 1966 – 14. April 1966 4 Wochen | 4                                        | Roy Black                                | Ganz in Weiß Musik: Rolf Arland; Text: Kurt Hertha                                         | – |
| 15. April 1966 – 14. Mai 1966 4 Wochen | 4                                        | Beach Boys                               | Barbara Ann Fred Fassert                                                                   | – |
| 15. Mai 1966 – 14. Juli 1966 9 Wochen | 9                                        | Nancy Sinatra                            | These Boots Are Made for Walkin’ Lee Hazlewood                                             | – |
| 15. Juli 1966 – 14. August 1966 5 Wochen | 5                                        | Beach Boys                               | Sloop John B Bearbeiter: Brian Wilson                                                      | Für die Beach Boys ist es bereits der zweite Nummer-eins-Hit in den österreichischen Charts sowohl im Jahre 1966 als auch insgesamt.          |
| 15. August 1966 – 14. November 1966 13 Wochen | 13                                       | Frank Sinatra                            | Strangers in the Night Musik: Bert Kaempfert; Text: Charles Singleton, Eddie Snyder        | – |
| 15. November 1966 – 14. Dezember 1966 4 Wochen | 4                                        | The Beatles                              | Yellow Submarine John Lennon, Paul McCartney                                               | – |
| 15. Dezember 1966 – 14. Februar 1967 9 Wochen | 9                                        | Maurice Jarre                            | Schiwago-Melodie (Lara’s Theme) Maurice Jarre                                              | – |